# Man! I Feel Like a Woman!
«Man! I Feel Like a Woman!» — песня канадской певицы Шанайи Твейн, восьмой сингл с её третьего студийного альбома Come On Over (1997). Сингл достиг первого места в чарте в Новой Зеландии, получил платиновый статус в Австралии и Новой Зеландии, золотой в Великобритании и США.
Премия Грэмми в категории Best Female Country Vocal Performance на 42-й церемонии.
В 2024 году Rolling Stone поместил песню на 30-е место в своем рейтинге 200 величайших кантри-песен всех времен.

## История
Изначально «Man! I Feel Like a Woman!» был выпущен только для кантри-радио в марте 1999 года в качестве седьмого сингла с альбома. Однако после успеха песня в конечном итоге была выпущена на основное mainstream-радио в США и во всём мире в сентябре 1999 года.
Сингл был коммерчески успешным в международном масштабе, достиг позиции № 1 в Новой Зеландии, получил платиновый статус в Австралии и Новой Зеландии, золотой в Великобритании и США. Также он был на позиции № 2 в Канадском кантри-чарте, № 3 в хит-параде Великобритании, на 4 месте в американском в Billboard Hot Country Songs (США).
Песня получила положительные отзывы музыкальной критики и интернет-изданий: Billboard, Rolling Stone, Sputnikmusic, Allmusic, BBC Music, PopMatters.
Музыкальное видео выиграло премию MuchMoreMusic Video of the Year award на церемонии MuchMusic Video Awards в 2000 году.
Сопровождающий музыкальный клип «Man! I Feel Like a Woman!» был выпущен 3 марта 1999 года, и он отдает дань уважения музыкальному видео Роберта Палмера «Addicted to Love», в котором Твейн танцует с накачанными мужчинами-моделями с пустыми глазамиSimply Irresistible" music videos..
К сентябрю 2015 года тираж сингла достиг 853,000 цифровых копий в США.

## Релизы
- Australian CD single

1. «Man! I Feel Like a Woman!» (Original Radio Edit) (3:53)
2. «I'm Holdin' On to Love (To Save My Life)» (Pop Mix) (3:44)
3. «Love Gets Me Every Time» (Mach 3 Remix) (3:43)
4. «Man! I Feel Like a Woman!» (Alternate Mix) (3:53)

- UK CD single Pt.1

1. «Man! I Feel Like A Woman!» (Country LP Version) (3:53)
2. «Love Gets Me Every Time» (Live/Direct TV Mix) (3:51)
3. «Any Man Of Mine» (4:09)

- UK CD single Pt.2

1. «Man! I Feel Like A Woman!» (Country LP Version) (3:53)
2. «Don't Be Stupid (You Know I Love You)» (Extended Dance Mix) (4:44)
3. «Any Man Of Mine» (4:07)

- Europe CD single

1. "Man! I Feel Like A Woman! (3:54)
2. «Don’t Be Stupid (You Know I Love You)» (Extended Dance Mix) (4:44)

- Europe CD-Maxi

1. «Man! I Feel Like A Woman!» (3:53)
2. «That Don't Impress Me Much» (3:38)
3. «Black Eyes, Blue Tears» (Live/Direct TV Mix) (4:22)
4. «Man! I Feel Like A Woman!» (Alternate Mix) (3:53)

- Europe CD-Maxi

1. «Man! I Feel Like A Woman!» (3:53)
2. «Black Eyes, Blue Tears» (Live/Direct TV Mix) (4:22)
3. «That Don’t Impress Me Much» (India Mix) (4:42)
4. «Man! I Feel Like A Woman!» (Alternate Mix) (3:53)

## Чарты и сертификации
| Чарт (1999—2000)                   | Высшая позиция |
| ---------------------------------- | -------------- |
| Австралия (ARIA)                   | 4              |
| Австрия (Ö3 Austria Top 40)        | 11             |
| Бельгия/Фландрия (Ultratop 50)     | 16             |
| Бельгия/Валлония (Ultratop 50)     | 7              |
| Канада (RPM Top Singles)           | 17             |
| Канада (RPM Adult Contemporary)    | 9              |
| Канада (RPM Country Tracks)        | 2              |
| Европа (European Hot 100 Singles)  | 10             |
| Франция (SNEP)                     | 3              |
| Германия (GfK)                     | 33             |
| Ирландия (IRMA)                    | 8              |
| Нидерланды (Dutch Top 40)          | 7              |
| Нидерланды (Single Top 100)        | 10             |
| Новая Зеландия (Recorded Music NZ) | 1              |
| Шотландия (OCC Scotland)           | 2              |
| Испания (PROMUSICAE)               | 11             |
| Швеция (Sverigetopplistan)         | 20             |
| Швейцария (Schweizer Hitparade)    | 43             |
| Великобритания (OCC UK Singles)    | 3              |
| США (Billboard Hot 100)            | 23             |
| США (Billboard Adult Contemporary) | 16             |
| США (Billboard Adult Pop Airplay)  | 12             |
| США (Billboard Hot Country Songs)  | 4              |
| США (Billboard Pop Airplay)        | 19             |
| США Top 40 Tracks (Billboard)      | 20             |

| Чарты (1999)                         | Позиция |
| ------------------------------------ | ------- |
| Australia (ARIA)                     | 44      |
| Belgium (Ultratop 50 Flanders)       | 95      |
| Canada Adult Contemporary (RPM)      | 66      |
| Canada Country Tracks (RPM)          | 25      |
| Netherlands (Dutch Top 40)           | 34      |
| Netherlands (Single Top 100)         | 60      |
| New Zealand (Recorded Music NZ)      | 15      |
| UK Singles (Official Charts Company) | 47      |
| US Billboard Hot 100                 | 77      |
| Hot Country Songs (Billboard)        | 38      |
| Чарт (2000)                          | Позиция |
| Belgium (Ultratop 50 Wallonia)       | 49      |
| France (SNEP)                        | 22      |

## Сертификации
| Регион | Сертификация  | Продажи   |
| --- | ------------- | --------- |
| Австралия (ARIA) | Платиновый    | 70 000^   |
| Бельгия (BEA) | Золотой       | 25 000*   |
| Новая Зеландия (RMNZ) | Платиновый    | 10 000*   |
| Великобритания (BPI) | 2× Платиновый | 1 200 000 |
| США (RIAA) | Золотой       | 853,000   |
| * Данные о продажах приведены только на основе сертификации. ^ Данные о тиражах приведены только на основе сертификации. |               |           |